# Estelle Valls de Gomis
Pour les articles homonymes, voir Valls (homonymie).
Estelle Valls de Gomis, née le 6 octobre 1973, est une écrivaine et illustratrice française travaillant dans le domaine de la littérature fantastique.

## Activités littéraires
Estelle Valls de Gomis est l'auteure de plusieurs recueils de nouvelles (Le Cabaret vert, 2004 et 2006 - republié chez Le Chat Rouge en 2015 et Des roses et des monstres - republié par l'auteur en 2012 initialement parus aux éditions Nuit d'avril), de quatre romans (Les Gentlemen de l'Étrange aux Éditions Le Calepin Jaune paru en 2007 et republié dans une version augmentée d'un chapitre chez Black Book éditions en 2010, Corset et Crinolines sous le pseudonyme de Cyprien Bouton aux Éditions le Calepin Jaune en 2007, Lancelot ou le Chevalier trouble chez Terre de Brume en 2010 et Imago, les Gentlemen de l'Étrange, tome 2 aux Éditions Sombres Rets en 2011).
« Son style s'inscrit dans la lignée des grands nouvellistes du XIXe siècle ; l'étrange et le fantastique sont présents dans tous ses romans », elle écrit des « nouvelles fantastiques et décadentes ». Elle fait une large part aux vampires dans son œuvre, comme en témoigne également son ouvrage critique Le Vampire au fil des siècles : enquête autour d'un mythe, paru aux Éditions Cheminements en 2005,.

## Activités d'illustratrice
Estelle Valls de Gomis a une activité d'illustratrice, du vampire victorien à la pin-up des années 1950, de la traduction et du webdesign.

## Anthologiste
On lui doit aussi la direction de l'anthologie Vampires aux Éditions Glyphe et Les Dames Baroques aux éditions du Riez. 

## Œuvres

### Recueils de nouvelles
- Le Cabaret vert, Nuit d'avril, 2004 ; rééd. augmentée 2006 ; Lokomodo, 2011 ; Le Chat rouge, 2015  (ISBN 978-2-916202-21-1)
- Des roses et des monstres, Colibiris, 2004 ; rééd. Nuit d'avril, 2007
- Les Gentlemen de l'Étrange, Le Calepin jaune, 2004 ; rééd. Black Book, 2010 ; Sombres Rets, 2018  (ISBN 978-2-918265-30-6)
- Horizon Motel, Le Calepin jaune, 2007

### Essais
- Fantastique, fantasy, science-fiction, mondes imaginaires, étranges réalités, Éditions Autrement, 2005Ouvrage codirigé avec Léa Silhol.
- Le Vampire, enquête autour d'un mythe, Cheminements, 2005  (ISBN 2-84478-386-4)

### Livres d'art
- Fantaisies Japonisantes, Le Calepin jaune, 2008  (ISBN 978-2-917372-08-1)
- Le Boudoir aux végétales, CDS, 2009  (ISBN 978-2-9533562-3-6)

### Romans
- Lancelot ou le Chevalier trouble, Terre de brume, 2010  (ISBN 978-2-84362-420-9)
- Imago : Les Gentlemen de l'étrange : tome 2, Sombres Rets, 2011  (ISBN 978-2-918265-09-2)

### Anthologies
- Trésors, Éditions de l'Oxymore, 2005
- Vampires, Glyphe, 2008  (ISBN 978-2-35285-034-2)
- Le Fantastique des Fétichistes, Le Calepin jaune, 2008
- Les Dames Baroques, Riez, 2010

## Récompenses
- Prix Merlin 2007 : Circé et la Malédiction de Démeter (in Le Cabaret vert, Nuit d'avril, 2006)